# Maccabi Tel Aviv B.C. 2006-2007
Questa voce raccoglie le informazioni riguardanti il Maccabi Tel Aviv B.C. nelle competizioni ufficiali della stagione 2006-2007.

## Stagione
La stagione 2006-2007 del Maccabi Tel Aviv B.C. è la 53ª nel massimo campionato israeliano di pallacanestro, la Ligat ha'Al.

## Roster
Aggiornato al 27 luglio 2018
| Maccabi Elite Tel Aviv 2006-07 | Maccabi Elite Tel Aviv 2006-07 |
| Giocatori                      | Staff tecnico                  |
| ------------------------------ | ------------------------------ |

| N. | Naz.                                        | Ruolo | Nome              | Anno | Alt.   | Peso   |  |
| -- | ------------------------------------------- | ----- | ----------------- | ---- | ------ | ------ |  |
| 4  | Stati Uniti (bandiera)                      | P     | Will Bynum        | 1983 | 183 cm | 84 kg  |  |
| 5  | Stati Uniti (bandiera)                      | AG    | Noel Felix        | 1981 | 206 cm | 102 kg |  |
| 6  | Stati Uniti (bandiera) · Israele (bandiera) | G     | Derrick Sharp (C) | 1971 | 183 cm | 84 kg  |  |
| 7  | Croazia (bandiera)                          | C     | Nikola Vujčić     | 1978 | 211 cm | 108 kg |  |
| 8  | Israele (bandiera)                          | AG    | Lior Eliyahu      | 1985 | 205 cm | 102 kg |  |
| 9  | Stati Uniti (bandiera) · Israele (bandiera) | AG    | Jamie Arnold      | 1975 | 202 cm | 104 kg |  |
| 10 | Israele (bandiera)                          | G     | Tal Burstein      | 1980 | 198 cm | 95 kg  |  |
| 11 | Israele (bandiera)                          | A     | Sharon Shason     | 1978 | 206 cm |        |  |
| 12 | Israele (bandiera)                          | G     | Regev Fanan       | 1981 | 183 cm |        |  |
| 13 | Lituania (bandiera)                         | AP    | Simas Jasaitis    | 1982 | 202 cm | 98 kg  |  |
| 14 | Israele (bandiera)                          | C     | Yaniv Green       | 1980 | 206 cm | 113 kg |  |
| 15 | Stati Uniti (bandiera)                      | G     | Rodney Buford     | 1977 | 196 cm | 86 kg  |  |
| 15 | Montenegro (bandiera)                       | G     | Goran Jeretin     | 1979 | 192 cm | 92 kg  |  |
| 21 | Israele (bandiera)                          | G     | Yotam Halperin    | 1984 | 193 cm | 90 kg  |  |

| Allenatore                                                                      |
| - Neven Spahija                                                                 |
| Assistente/i                                                                    |
| - Guy Goodes - Daniel Gutt Legenda - (C) Capitano - (IN) Inattivo - Infortunato |

## Mercato

### Sessione estiva
| Acquisti | Acquisti       | Acquisti         | Acquisti   | Acquisti |
| R.       | Nome           | da               | Modalità   |          |
| -------- | -------------- | ---------------- | ---------- | -------- |
| AG       | Noel Felix     | Seattle S.Sonics | definitivo |          |
| AP       | Lior Eliyahu   | Hap. Galil Elyon | definitivo |          |
| AP       | Simas Jasaitis | Lietuvos rytas   | definitivo |          |
| PG       | Yotam Halperin | Olimpija Lubiana | definitivo |          |
| P        | Will Bynum     | G.S. Warriors    | definitivo |          |
| G        | Rodney Buford  | Azov. Mariupol'  | definitivo |          |

| Cessioni | Cessioni       | Cessioni           | Cessioni       | Cessioni |
| R.       | Nome           | a                  | Modalità       |          |
| -------- | -------------- | ------------------ | -------------- | -------- |
| AG       | Maceo Baston   | Indiana Pacers     | fine contratto |          |
| GA       | Anthony Parker | Toronto Raptors    | fine contratto |          |
| P        | Will Solomon   | Fenerbahçe         | fine contratto |          |
| A        | Omri Casspi    | Hap. Galil Elyon   | prestito       |          |
| G        | Kirk Penney    | Žalgiris Kaunas    | fine contratto |          |
| G        | Assaf Dotan    | Mac. Rishon LeZion | fine contratto |          |

### Dopo l'inizio della stagione
| Acquisti | Acquisti      | Acquisti  | Acquisti     | Acquisti   |
| R.       | Nome          | da        | Data         | Modalità   |
| -------- | ------------- | --------- | ------------ | ---------- |
| G        | Goran Jeretin | Budućnost | gennaio 2007 | definitivo |

| Cessioni | Cessioni      | Cessioni   | Cessioni      | Cessioni    |
| R.       | Nome          | a          | Data          | Modalità    |
| -------- | ------------- | ---------- | ------------- | ----------- |
| G        | Rodney Buford | Free agent | dicembre 2006 | rescissione |